# Giacomo Azzoni
Giacomo Azzoni (Venezia, 20 febbraio 1995) è un giocatore di calcio a 5 italiano.
Dal 30 luglio 2023 è sposato con Alessia.

## Caratteristiche tecniche
Luigi Pagana, suo allenatore ai tempi della MestreFenice, lo ha definito come un giocatore moderno, che riesce ad abbinare fisicità e tecnica. Utilizzato inizialmente come laterale difensivo, durante la carriera ha interpretato proficuamente altri ruoli, compreso quello di pivot sotto la guida tecnica di Fulvio Colini.

## Carriera

### Club
Inizia a praticare il calcio a 5 fin dall'età di sei anni, entrando in seguito nel settore giovanile della MestreFenice, nata nel 2008 dalla fusione di quattro società di Mestre. Con la compagine veneziana raggiunge quattro finali scudetto nazionali, vincendo il campionato allievi nel 2012 e quello juniores due anni più tardi. Azzoni e compagni escono invece sconfitti dalla finale del campionato giovanissimi del 2010 e da quella del campionato juniores del 2013. Entrato giovanissimo nel giro della prima squadra, ne diventa immediatamente uno dei punti fermi, tanto da trascinarla a suon di reti alla promozione dalla Serie C1 alla Serie B nella stagione 2014-15. Passa quindi all'Asti, con la cui maglia esordisce in Serie A e vince a fine stagione il suo primo scudetto. Nell'estate del 2016, insieme all'ex compagno di squadra Alvise Tenderini, viene ceduto in prestito al Pescara. Aggregato stabilmente alla prima squadra, aggiunge al palmarès le sue prime Supercoppa italiana e Coppa Italia. A fine stagione i delfini riscattano entrambi i calcettisti veneziani, che tuttavia pochi mesi dopo fanno già ritorno alla Fenice. Ritorna in massima serie l'estate a venire, passando in prestito al neopromosso Meta Catania. Nel 2019 è approdato alla CAME Dosson, dove gioca tuttora. Dal luglio 2023 la CAME Dosson ha mutato il proprio nome in  CAME Treviso C5, divenendo così la squadra ufficiale della città capoluogo della Marca nel campionato nazionale di serie A Futsal. 

### Nazionale
Nel 2013 entra a far parte della Nazionale Under-21, della quale diverrà successivamente capitano. Al 2017 risalgono invece le prime convocazioni in Nazionale maggiore. Inserito nella lista allargata dei convocati agli Europei 2018, deve rinunciarvi a causa di un infortunio.

## Palmarès

### Competizioni giovanili
- Coppa Italia Under-21: 1
Pescara: 2016-2017
- Campionato nazionale Juniores: 1
Fenice: 2013-14
- Campionato nazionale Allievi: 1
Fenice: 2011-12

### Competizioni nazionali
- Campionato italiano: 1
Asti: 2015-16
- Coppa Italia: 1
Pescara: 2016-17
- Supercoppa italiana: 1
Pescara: 2016